# Tarbert Free Presbyterian Church

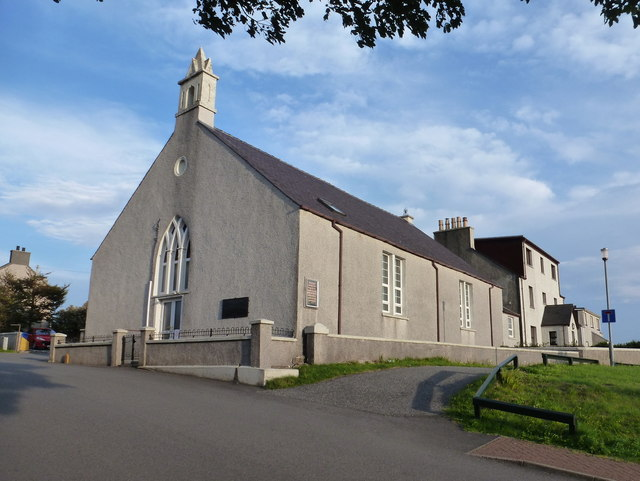
Tarbert Free Presbyterian Church

Die Tarbert Free Presbyterian Church ist ein Kirchengebäude der presbyterianischen Free Presbyterian Church of Scotland in der Ortschaft Tarbert auf der schottischen Hebrideninsel Lewis and Harris. 1994 wurde das Gebäude in die schottischen Denkmallisten in der Kategorie B aufgenommen.

## Beschreibung
Die Tarbert Free Presbyterian Church wurde im mittleren 19. Jahrhundert errichtet. Das Gebäude nimmt eine erhabene Position entlang der Main Street im Zentrum der Ortschaft ein. Die kleine, längliche Saalkirche ist schlicht neogotisch ausgestaltet. Ihre Fassaden sind verputzt und das abschließende Satteldach ist schiefergedeckt. Oberhalb des Hauptportals an der Nordfassade ist ein schlichtes, hölzernes, spitzbogiges Maßwerk eingelassen. Auf dem darüberliegenden Giebel sitzt ein kleiner Dachreiter, der einst das offene Geläut trug. Entlang der Seitenfassaden sind schlichte, längliche Sprossenfenster zu Zwillingen gekuppelt. In das Dach sind zwei moderne Dachfenster eingelassen.